# Xenotrichula micracantha
Xenotrichula micracantha är en djurart som tillhör fylumet bukhårsdjur, och som först beskrevs av Adolf Remane 1926.  Xenotrichula micracantha ingår i släktet Xenotrichula och familjen Xenotrichulidae. Inga underarter finns listade i Catalogue of Life.